# سلطان مندش
سلطان مندش (عربی: سلطان مندش؛ زادهٔ ۱۷ اکتبر ۱۹۹۴) یک ورزشکار اهل عربستان سعودی است.
از باشگاه‌هایی که در آن بازی کرده‌است می‌توان به باشگاه فوتبال نجران عربستان سعودی و باشگاه فوتبال الاتحاد اشاره کرد.